# Backstag

Backstag

Das Backstag ist ein Teil des stehenden Gutes auf Segelschiffen und bezeichnet im Allgemeinen ein Tau, das einen Mast oder eine Stenge nach achtern (nach hinten) abspannt. Ein Backstag ist nicht immer vorhanden, wenn andere Teile des stehenden Gutes diese Funktion hinreichend erfüllen. Heute ist ein Backstag meistens eine alternativ oder zusätzlich zum Achterstag paarweise eingesetzte Absteifung, die beidseitig vom oberen Teil des Mastes schräg nach achtern läuft, und somit auch seitliche Kräfte aufnimmt. Backstage zählen zum stehenden Gut, auch wenn sie bei Manövern umgesetzt werden.

## Begriff
Auf Schiffen ohne Stengen wird ein Backstag auch manchmal alternativ gleichbedeutend als Pardune bezeichnet, und/oder zu den Wanten oder Pardunen als Oberbegriff gezählt. Ein Preventer wird auch als „ein Backstag/eine Pardune, das/die losgeworfen werden kann“ bezeichnet.
Im seemännischen Sprachgebrauch werden die Begriffe zusätzlich wie folgt gebraucht:
- Beim Segeltrimm heißt der Befehl Frei von den Pardunen, dass die Rahen oder der Baum die Pardunen/Backstagen gerade eben nicht berühren
- Bei einer Backstagbrise werden die Segel raumschots geführt.

## Funktion
Man braucht Backstage entweder, wenn aufgrund der Segelform (z. B. Gaffelsegel) ein Achterstag nicht möglich ist oder aber um die Mastbiegung feiner einstellen zu können. 
Bei alten Arbeitsschiffen sind die Backstagen teilweise so ausgelegt, dass sie auch als Arbeitstaljen genutzt werden können.
In der Regel sind sie fest ausgelegt, können aber im Einzelfall auch gefiert werden, z. B. wenn sie an einer beweglichen Stenge angeschlagen sind.
Die Backstagen greifen am Mast in Höhe der Vorstag-Beschläge an. Sofern sie auch als Arbeitstalje dienen sollen, sind sie am unteren Ende mit Haken ausgerüstet, welche in die dafür vorgesehenen Augen eingehakt werden.
Sind die Salinge nach achtern gepfeilt, kann auf Backstage verzichtet werden. Dann übernehmen die Oberwanten die Aufgabe der Backstage. Dies führt zu einer wesentlichen Vereinfachung der Handhabung bei Yachten.
Wenn möglich bleiben die fierbaren Backstagen durchgesetzt. Würde das Segel an den Backstagen zum einen schamfilen, sich zum anderen nicht weit genug auffieren lassen, wird jeweils nur das luvseitige Backstag gespannt, um der Zugkraft des Segels nach Lee am Mast entgegenzuwirken und so das Brechen des Mastes zu verhindern. Bei Yachten kann man so zusätzlich das Vorstag straff durchsetzen. Das leewärtige Backstag wird dann während der Wende oder Halse gefiert, allerdings erst nachdem das Schiff durch den Wind gegangen ist. Bei Ausführung des Stags als Arbeitstalje wird es ausgehakt und an dafür vorgesehenen Kauschen oder dem leewärtigen Want belegt. Dies ist notwendig, weil die Haken bei losem Stag ausrauschen können und dann eine Gefahr für Schiff und Mannschaft darstellen.